# Campeonato de Fórmula 2 de 2017
O Campeonato de Fórmula 2 de 2017 foi a primeira temporada do Campeonato de Fórmula 2 da FIA, um campeonato de automobilismo realizado em apoio ao Campeonato Mundial de Fórmula 1 de 2017, que foi recriada a partir da GP2 Series.
2017 foi a última temporada em que o pacote de chassis Dallara GP2/11 — que estreou na GP2 Series de 2011 — foi usado na competição. Também foi a última temporada que o motor Mecachrome V8 de 4.0 litros normalmente aspirado, que estreou na GP2 de 2005, foi usado, já que um novo pacote de chassi e motor foi lançado para a temporada de 2018.
A temporada foi dominada pelo piloto monegasco Charles Leclerc, da equipe Prema Racing, que garantiu o campeonato de pilotos com três corridas de antecedência. O segundo lugar ficou com Artem Markelov, e o terceiro com Oliver Rowland. O campeonato de equipes foi decidido na corrida final, com a Russian Time vencendo com quinze pontos em relação à Prema Racing e a DAMS ficou em terceiro, com mais onze pontos atrás.

## Equipes e pilotos
| Campeão         | Vice-campeão   | Terceiro lugar |
| --------------- | -------------- | -------------- |
|                 |                |                |
| Charles Leclerc | Artem Markelov | Oliver Rowland |
| Prema Racing    | Russian Time   | DAMS           |

Todos os pilotos do Campeonato de Fórmula 2 competiram com um chassi Dallara GP2/11, usando um motor Mecachrome GP2 V8 e pneus Pirelli.
| Equipe             | N.° | Pilotos             | Rodadas   |
| ------------------ | --- | ------------------- | --------- |
| Prema Racing       | 1   | Charles Leclerc     | Todas     |
| Prema Racing       | 2   | Antonio Fuoco       | Todas     |
| Racing Engineering | 3   | Louis Delétraz      | 1–7       |
| Racing Engineering | 3   | Nyck de Vries       | 8–10      |
| Racing Engineering | 4   | Gustav Malja        | Todas     |
| Russian Time       | 5   | Luca Ghiotto        | Todas     |
| Russian Time       | 6   | Artem Markelov      | Todas     |
| ART Grand Prix     | 7   | Nobuharu Matsushita | Todas     |
| ART Grand Prix     | 8   | Alexander Albon     | 1–3, 5–11 |
| ART Grand Prix     | 8   | Sergey Sirotkin     | 4         |
| DAMS               | 9   | Oliver Rowland      | Todas     |
| DAMS               | 10  | Nicholas Latifi     | Todas     |
| Campos Racing      | 11  | Ralph Boschung      | 1–10      |
| Campos Racing      | 11  | Lando Norris        | 11        |
| Campos Racing      | 12  | Stefano Coletti     | 1         |
| Campos Racing      | 12  | Roberto Merhi       | 2         |
| Campos Racing      | 12  | Robert Vișoiu       | 3–9       |
| Campos Racing      | 12  | Álex Palou          | 10–11     |
| MP Motorsport      | 14  | Sérgio Sette Câmara | Todas     |
| MP Motorsport      | 15  | Jordan King         | Todas     |
| Trident            | 16  | Nabil Jeffri        | Todas     |
| Trident            | 17  | Sergio Canamasas    | 1–4       |
| Trident            | 17  | Raffaele Marciello  | 5         |
| Trident            | 17  | Callum Ilott        | 6         |
| Trident            | 17  | Santino Ferrucci    | 7–11      |
| Rapax              | 18  | Nyck de Vries       | 1–7       |
| Rapax              | 18  | Louis Delétraz      | 8–11      |
| Rapax              | 19  | Johnny Cecotto, Jr. | 1–4       |
| Rapax              | 19  | Sergio Canamasas    | 5–7       |
| Rapax              | 19  | Roberto Merhi       | 8–9, 11   |
| Rapax              | 19  | René Binder         | 10        |
| Pertamina Arden    | 20  | Norman Nato         | Todas     |
| Pertamina Arden    | 21  | Sean Gelael         | Todas     |

### Mudanças nas equipes
- Depois de seis temporadas na GP2 Series, a Carlin se retirou para se concentrar em seu programa da Indy Lights.[31]
- A equipe alemã Hilmer Motorsport deveria retornar à categoria enquanto ainda era conhecida como GP2, mas seu retorno acabou não acontecendo.[32]

### Mudanças de pilotos
- Gustav Malja: Rapax → Racing Engineering[9]
- Sean Gelael: Campos Racing → Pertamina Arden[30]
- Luca Ghiotto: Trident Racing → Russian Time[11]
- Norman Nato: Racing Engineering → Pertamina Arden[30]
- Oliver Rowland: MP Motorsport → DAMS
- Louis Delétraz: Carlin → Racing Engineering[7]
- Sergio Canamasas: Carlin → Trident Racing

### Estreias
- Charles Leclerc e Antonio Fuoco, egressos da GP3 Series, assinaram com a Prema Racing para disputar a temporada.[5]
- Sérgio Sette Câmara deixou a Fórmula 3 Europeia e assinou contrato com a MP Motorsport.[6]
- Nyck de Vries, outro ex-GP3, assinou com a equipe Rapax para a disputa da temporada 2017.[28]

### Saídas
- Daniël de Jong deixou a MP Motorsport após a temporada 2016.[33]
- Alex Lynn, da equipe DAMS, foi outro que saiu da GP2.[34] O inglês assinou com a equipe Jaguar para correr na Fórmula E.
- Após 4 temporadas, o neozelandês Mitch Evans saiu da categoria para competir na Fórmula E, também pela Jaguar.[35] O italiano Raffaele Marciello também deixou a GP2 após 3 temporadas disputadas.
- Marvin Kirchhöfer, após uma temporada contestada com a Carlin, mudou-se para a ADAC GT Masters.
- Philo Paz Armand deixou a equipe Trident, após não ter o contrato renovado.

### Mudanças no meio da temporada
- O antigo piloto da Fórmula 1, Roberto Merhi, substituiu Stefano Coletti na Campos Racing para a corrida de Barcelona,[36] Merhi foi substituído para o restante da temporada por Robert Vișoiu.[37]
- Sergey Sirotkin que correu na ART Grand Prix em 2016, retornará para a equipe, substituindo o talandes Alexander Albon na corrida de Bacu.[38]
- Raffaele Marciello retormará na Trident na corrida de Austria substituindo o espanhol Sergio Canamasas que correra na Rapax no lugar de Johnny Cecotto, Jr..
- O piloto Callum Ilott, correra na Trident na corrida de Silverstone.[39] Ilott foi substituído para o restante da temporada por Santino Ferrucci que estava na GP3.[40]
- O piloto da Rapax, Nyck de Vries, e Louis Delétraz, da Racing Engineering, trocaram seus assentos, e o piloto Roberto Merhi esta de volta na rodada do Spa-Francorchamps substituindo Sergio Canamasas.[8]
- Na Corrida de Jerez Roberto Merhi foi substituído por René Binder na Rapax,[29] Robert Vișoiu que correu para a Campos Racing, foi substituído por Álex Palou, que terminou o campeonato de Fórmula 3 Japonesa 2017 em terceiro lugar.[21]
- O Campeão Europeu da Fórmula 3 da FIA, Lando Norris, estreou com a Campos Racing em Abu Dhabi, substituindo Ralph Boschung.[17]

## Calendário
As seguintes dez rodadas foram realizadas como parte do Campeonato de Fórmula 2. Cada rodada consistia em duas corridas (uma corrida longa e uma corrida curta):
| Etapa | Circuito                                   | Corrida longa  | Corrida curta  |
| ----- | ------------------------------------------ | -------------- | -------------- |
| 1     | Circuito Internacional do Barém, Sakhir    | 15 de abril    | 16 de abril    |
| 2     | Circuito de Barcelona-Catalunha, Barcelona | 13 de maio     | 14 de maio     |
| 3     | Circuito de Mônaco, Monte Carlo            | 26 de maio     | 27 de maio     |
| 3     | Circuito Urbano de Bacu, Bacu              | 24 de junho    | 25 de junho    |
| 4     | Red Bull Ring, Spielberg                   | 8 de julho     | 9 de julho     |
| 5     | Circuito de Silverstone, Silverstone       | 15 de julho    | 16 de julho    |
| 6     | Hungaroring, Budapeste                     | 29 de julho    | 29 de julho    |
| 7     | Circuito de Spa-Francorchamps, Spa         | 26 de agosto   | 27 de agosto   |
| 8     | Autódromo Nacional de Monza, Monza         | 2 de setembro  | 3 de setembro  |
| 9     | Circuito de Jerez, Jerez de la Frontera    | 7 de outubro   | 8 de outubro   |
| 10    | Circuito de Yas Marina, Abu Dhabi          | 25 de novembro | 26 de novembro |

## Resultados e classificações

### Resumo da temporada
| Etapa | Etapa | Circuito                        | Pole position       | Volta mais rápida   | Piloto vencedor     | Equipe vencedora |
| ----- | ----- | ------------------------------- | ------------------- | ------------------- | ------------------- | ---------------- |
| 1     | L     | Circuito Internacional do Barém | Charles Leclerc     | Artem Markelov      | Artem Markelov      | Russian Time     |
| 1     | C     | Circuito Internacional do Barém |                     | Charles Leclerc     | Charles Leclerc     | Prema Racing     |
| 2     | L     | Circuito de Barcelona-Catalunha | Charles Leclerc     | Artem Markelov      | Charles Leclerc     | Prema Racing     |
| 2     | C     | Circuito de Barcelona-Catalunha |                     | Nicholas Latifi     | Nobuharu Matsushita | ART Grand Prix   |
| 3     | L     | Circuito de Mônaco              | Charles Leclerc     | Oliver Rowland      | Oliver Rowland      | DAMS             |
| 3     | C     | Circuito de Mônaco              |                     | Artem Markelov      | Nyck de Vries       | Rapax            |
| 4     | L     | Circuito Urbano de Bacu         | Charles Leclerc     | Charles Leclerc     | Charles Leclerc     | Prema Racing     |
| 4     | C     | Circuito Urbano de Bacu         |                     | Charles Leclerc     | Norman Nato         | Pertamina Arden  |
| 5     | L     | Red Bull Ring                   | Charles Leclerc     | Nobuharu Matsushita | Charles Leclerc     | Prema Racing     |
| 5     | C     | Red Bull Ring                   |                     | Artem Markelov      | Artem Markelov      | Russian Time     |
| 6     | L     | Circuito de Silverstone         | Charles Leclerc     | Nobuharu Matsushita | Charles Leclerc     | Prema Racing     |
| 6     | C     | Circuito de Silverstone         |                     | Charles Leclerc     | Nicholas Latifi     | DAMS             |
| 7     | L     | Hungaroring                     | Oliver Rowland      | Nicholas Latifi     | Oliver Rowland      | DAMS             |
| 7     | C     | Hungaroring                     |                     | Artem Markelov      | Nobuharu Matsushita | ART Grand Prix   |
| 8     | L     | Circuito de Spa-Francorchamps   | Charles Leclerc     | Artem Markelov      | Artem Markelov      | Russian Time     |
| 8     | C     | Circuito de Spa-Francorchamps   |                     | Nyck de Vries       | Sérgio Sette Câmara | MP Motorsport    |
| 9     | L     | Autódromo Nacional de Monza     | Nobuharu Matsushita | Nicholas Latifi     | Antonio Fuoco       | Prema Racing     |
| 9     | C     | Autódromo Nacional de Monza     |                     | Antonio Fuoco       | Luca Ghiotto        | Russian Time     |
| 10    | L     | Circuito de Jerez               | Charles Leclerc     | Oliver Rowland      | Charles Leclerc     | Prema Racing     |
| 10    | C     | Circuito de Jerez               |                     | Nyck de Vries       | Artem Markelov      | Russian Time     |
| 11    | L     | Circuito de Yas Marina          | Artem Markelov      | Alexander Albon     | Artem Markelov      | Russian Time     |
| 11    | C     | Circuito de Yas Marina          |                     | Nicholas Latifi     | Charles Leclerc     | Prema Racing     |

### Sistema de pontuação
Os pontos eram atribuídos aos dez mais bem classificados na corrida longa, e aos oito mais bem classificados na corrida curta. O pole-sitter na corrida longa também recebia quatro pontos, e dois pontos eram concedidos ao piloto que fazia a volta mais rápida dentro dos dez melhores nas corridas longa e curta. Nenhum ponto extra era concedido ao pole-sitter na corrida curta, pois o grid para a corrida curta era baseado nos resultados da corrida longa com os oito melhores pilotos, tendo suas posições invertidas.
Pontos da corrida longa
| Posição | 1º | 2º | 3º | 4º | 5º | 6º | 7º | 8º | 9º | 10º | Pole | VMR |
| Pontos  | 25 | 18 | 15 | 12 | 10 | 8  | 6  | 4  | 2  | 1   | 4    | 2   |

Pontos da corrida curta
Os pontos eram atribuídos aos oito mais bem classificados.
| Posição | 1º | 2º | 3º | 4º | 5º | 6º | 7º | 8º | VMR |
| Pontos  | 15 | 12 | 10 | 8  | 6  | 4  | 2  | 1  | 2   |

### Campeonato de Pilotos
| Pos. | Piloto              | BAR | BAR | CAT | CAT | MON | MON | BAC | BAC | RBR | RBR | SIL | SIL | HUN | HUN | SPA | SPA | MNZ | MNZ | JER | JER | YAS | YAS | Pontos |
| ---- | ------------------- | --- | --- | --- | --- | --- | --- | --- | --- | --- | --- | --- | --- | --- | --- | --- | --- | --- | --- | --- | --- | --- | --- | ------ |
| 1    | Charles Leclerc     | 3   | 1   | 1   | 4   | Ret | Ret | 1   | 2   | 1   | Ret | 1   | 5   | 4   | 4   | DSQ | 5   | 17  | 9   | 1   | 7   | 2   | 1   | 282    |
| 2    | Artem Markelov      | 1   | 8   | 8   | 9   | 2   | 5   | 4   | 5   | 8   | 1   | 4   | 3   | 17† | 9   | 1   | Ret | 9   | 15  | 5   | 1   | 1   | 6   | 210    |
| 3    | Oliver Rowland      | 5   | 3   | 3   | 2   | 1   | 9   | 7   | Ret | 4   | 3   | 3   | 17  | 1   | 2   | DSQ | 8   | Ret | 11  | 2   | 3   | DSQ | 7   | 191    |
| 4    | Luca Ghiotto        | 7   | 2   | 2   | 7   | 5   | 4   | 16  | 7   | 14  | 4   | 6   | 2   | 6   | 8   | 2   | 3   | 4   | 1   | 7   | 4   | 3   | 5   | 185    |
| 5    | Nicholas Latifi     | 11  | 4   | 6   | 3   | Ret | 13  | 3   | 3   | 2   | 8   | 8   | 1   | 2   | 6   | DNS | 9   | 3   | 16  | 4   | 2   | 5   | 3   | 178    |
| 6    | Nobuharu Matsushita | 8   | 14  | 4   | 1   | 3   | 7   | 12  | 6   | 6   | 14  | 10  | 8   | 5   | 1   | 16  | Ret | 2   | 7   | 18  | 11  | 6   | 4   | 131    |
| 7    | Nyck de Vries       | 10  | 6   | 10  | Ret | 7   | 1   | 2   | Ret | 13  | 16† | DNS | 7   | 3   | 3   | 5   | 2   | 18  | 12  | 13  | 6   | 4   | 9   | 114    |
| 8    | Antonio Fuoco       | 9   | 10  | 13  | Ret | 11  | 10  | Ret | 12  | 3   | 5   | 16  | 12  | Ret | 17  | 3   | 7   | 1   | 3   | 3   | 5   | DSQ | 11  | 98     |
| 9    | Norman Nato         | 2   | Ret | 16  | 13  | Ret | Ret | 5   | 1   | Ret | 7   | 2   | 6   | 7   | 5   | 8   | 4   | 13  | 10  | 11  | 10  | 13  | 18  | 91     |
| 10   | Alexander Albon     | 6   | 7   | 5   | 8   | 4   | 6   |     |     | 5   | 2   | 18  | 10  | 8   | 7   | 12  | 18  | 14  | 8   | 12  | 9   | 7   | 2   | 86     |
| 11   | Jordan King         | 4   | 5   | 9   | 5   | 9   | 8   | 6   | DSQ | 9   | 6   | 7   | Ret | 15  | 11  | Ret | 14  | 10  | 20  | 6   | Ret | 8   | Ret | 62     |
| 12   | Sérgio Sette Câmara | 13  | 18  | 14  | 15  | Ret | 14  | 13  | 9   | 16  | 10  | 13  | 15  | 16  | 13  | 6   | 1   | 6   | 2   | 10  | 14  | 9   | 8   | 47     |
| 13   | Gustav Malja        | 18  | 13  | 7   | 6   | 6   | 3   | 11  | 13  | 12  | 15  | 14  | 9   | 13  | NC  | 4   | 11  | 8   | 18  | 14  | 18  | 11  | 17  | 44     |
| 14   | Sergio Canamasas    | 14  | 11  | Ret | 11  | 10  | 17  | 9   | 15  | 15  | 9   | 5   | 4   | Ret | Ret |     |     |     |     |     |     |     |     | 21     |
| 15   | Sean Gelael         | 17  | 17  | 15  | 16  | 13  | 12  | 14  | 10  | 10  | 11  | 9   | 16  | 14  | 10  | 15  | 17  | 5   | 6   | 16  | 16  | 15  | 14  | 17     |
| 16   | Johnny Cecotto, Jr. | 15  | 9   | 17  | 10  | 8   | 2   | Ret | 14  |     |     |     |     |     |     |     |     |     |     |     |     |     |     | 16     |
| 17   | Louis Delétraz      | 20  | 12  | 11  | 14  | 15  | 16  | Ret | 16  | 17  | 13  | 12  | 13  | 10  | 12  | 14  | 12  | 7   | 4   | 17  | 12  | 10  | Ret | 16     |
| 18   | Roberto Merhi       |     |     | 19† | 12  |     |     |     |     |     |     |     |     |     |     | 7   | 6   | 11  | 5   |     |     | 16  | 10  | 16     |
| 19   | Ralph Boschung      | 12  | Ret | 12  | 17  | 12  | Ret | 8   | 8   | 7   | Ret | 11  | Ret | 11  | 16  | 13  | 13  | 15  | 13  | Ret | 19† |     |     | 11     |
| 20   | Sergey Sirotkin     |     |     |     |     |     |     | 10  | 4   |     |     |     |     |     |     |     |     |     |     |     |     |     |     | 9      |
| 21   | Álex Palou          |     |     |     |     |     |     |     |     |     |     |     |     |     |     |     |     |     |     | 8   | 8   | 12  | 12  | 5      |
| 22   | Santino Ferrucci    |     |     |     |     |     |     |     |     |     |     |     |     | 9   | 14  | 9   | 10  | Ret | 14  | Ret | 13  | 14  | 15  | 4      |
| 23   | Nabil Jeffri        | 19  | 16  | 18  | 18  | 14  | 11  | Ret | 17  | 18  | 12  | 15  | 18  | 12  | 15  | 11  | 15  | 12  | 17  | 9   | 15  | Ret | 16  | 2      |
| 24   | Robert Vișoiu       |     |     |     |     | Ret | 15  | 15  | 11  | 11  | 17† | 17  | 11  | Ret | Ret | 10  | 16  | 16  | 19  |     |     |     |     | 1      |
| 25   | Lando Norris        |     |     |     |     |     |     |     |     |     |     |     |     |     |     |     |     |     |     |     |     | Ret | 13  | 0      |
| 26   | Callum Ilott        |     |     |     |     |     |     |     |     |     |     | 19  | 14  |     |     |     |     |     |     |     |     |     |     | 0      |
| 27   | Stefano Coletti     | 16  | 15  |     |     |     |     |     |     |     |     |     |     |     |     |     |     |     |     |     |     |     |     | 0      |
| 28   | René Binder         |     |     |     |     |     |     |     |     |     |     |     |     |     |     |     |     |     |     | 15  | 17  |     |     | 0      |
| 29   | Raffaele Marciello  |     |     |     |     |     |     |     |     | 19  | Ret |     |     |     |     |     |     |     |     |     |     |     |     | 0      |
| Pos. | Piloto              | BAR | BAR | CAT | CAT | MON | MON | BAC | BAC | RBR | RBR | SIL | SIL | HUN | HUN | SPA | SPA | MNZ | MNZ | JER | JER | YAS | YAS | Pontos |

| Cor        | Resultado             |
| ---------- | --------------------- |
| Ouro       | Vencedor              |
| Prata      | 2.º lugar             |
| Bronze     | 3.º lugar             |
| Verde      | Terminou, nos pontos  |
| Azul       | Terminou, sem pontos  |
| Púrpura    | Ret – Retirou-se      |
| Vermelho   | NQ – Não qualificado  |
| Preto      | DSQ – Desqualificado  |
| Branco     | NL – Não largou       |
| Branco     | C – Corrida cancelada |
| Azul claro | AT – Apenas Treino    |
| Sem cor    | NP – Não participou   |
| Sem cor    | Les – Lesionado       |
| Sem cor    | EX – Excluído         |

Notas:
- † – Pilotos que não terminaram a corrida mas foram classificados pois completaram 90% da corrida.

### Campeonato de Equipes
| Pos. | Equipe             | N.° | BAR | BAR | CAT | CAT | MON | MON | BAC | BAC | RBR | RBR | SIL | SIL | HUN | HUN | SPA | SPA | MNZ | MNZ | JER | JER | YAS | YAS | Pontos |
| ---- | ------------------ | --- | --- | --- | --- | --- | --- | --- | --- | --- | --- | --- | --- | --- | --- | --- | --- | --- | --- | --- | --- | --- | --- | --- | ------ |
| 1    | Russian Time       | 5   | 7   | 2   | 2   | 7   | 5   | 4   | 16  | 7   | 14  | 4   | 6   | 2   | 6   | 8   | 2   | 3   | 4   | 1   | 7   | 4   | 3   | 5   | 395    |
| 1    | Russian Time       | 6   | 1   | 8   | 8   | 9   | 2   | 5   | 4   | 5   | 8   | 1   | 4   | 3   | 17  | 9   | 1   | Ret | 9   | 15  | 5   | 1   | 1   | 6   | 395    |
| 2    | Prema Racing       | 1   | 3   | 1   | 1   | 4   | Ret | Ret | 1   | 2   | 1   | Ret | 1   | 5   | 4   | 4   | DSQ | 5   | 17  | 9   | 1   | 7   | 2   | 1   | 380    |
| 2    | Prema Racing       | 2   | 9   | 10  | 13  | Ret | 11  | 10  | Ret | 12  | 3   | 5   | 16  | 12  | Ret | 17  | 3   | 7   | 1   | 3   | 3   | 5   | DSQ | 11  | 380    |
| 3    | DAMS               | 9   | 5   | 3   | 3   | 2   | 1   | 9   | 7   | Ret | 4   | 3   | 3   | 17  | 1   | 2   | DSQ | 8   | Ret | 11  | 2   | 3   | DSQ | 7   | 369    |
| 3    | DAMS               | 10  | 11  | 4   | 6   | 3   | Ret | 13  | 3   | 3   | 2   | 8   | 8   | 1   | 2   | 6   | Ret | 9   | 3   | 16  | 4   | 2   | 5   | 3   | 369    |
| 4    | ART Grand Prix     | 7   | 8   | 14  | 4   | 1   | 3   | 7   | 12  | 6   | 6   | 14  | 10  | 8   | 5   | 1   | 16  | Ret | 2   | 7   | 18  | 11  | 6   | 4   | 222    |
| 4    | ART Grand Prix     | 8   | 6   | 7   | 5   | 8   | 4   | 6   | 10  | 4   | 5   | 2   | 18  | 10  | 8   | 7   | 12  | 18  | 13  | 8   | 12  | 9   | 7   | 2   | 222    |
| 5    | Rapax              | 18  | 10  | 6   | 10  | Ret | 7   | 1   | 2   | Ret | 13  | 16† | DNS | 7   | 3   | 3   | 14  | 12  | 7   | 4   | 17  | 12  | 10  | Ret | 137    |
| 5    | Rapax              | 19  | 15  | 9   | 17  | 10  | 8   | 2   | Ret | 14  | 15  | 9   | 5   | 4   | Ret | Ret | 7   | 6   | 11  | 5   | 15  | 17  | 16  | 10  | 137    |
| 6    | Pertamina Arden    | 20  | 2   | Ret | 16  | 13  | Ret | Ret | 5   | 1   | Ret | 7   | 2   | 6   | 7   | 5   | 8   | 4   | 13  | 10  | 11  | 10  | 13  | 18  | 108    |
| 6    | Pertamina Arden    | 21  | 17  | 17  | 15  | 16  | 13  | 12  | 14  | 10  | 10  | 11  | 9   | 16  | 14  | 10  | 15  | 17  | 5   | 6   | 16  | 17  | 15  | 14  | 108    |
| 7    | MP Motorsport      | 14  | 13  | 18  | 14  | 15  | Ret | 14  | 13  | 9   | 16  | 10  | 13  | 15  | 16  | 13  | 6   | 1   | 6   | 2   | 10  | 14  | 9   | 8   | 107    |
| 7    | MP Motorsport      | 15  | 4   | 5   | 9   | 5   | 9   | 8   | 6   | DSQ | 9   | 6   | 7   | Ret | 15  | 11  | Ret | 14  | 10  | 20  | 6   | Ret | 8   | Ret | 107    |
| 8    | Racing Engineering | 3   | 20  | 12  | 11  | 14  | 15  | 16  | Ret | 16  | 17  | 13  | 12  | 13  | 10  | 12  | 5   | 2   | 18  | 12  | 13  | 6   | 4   | 9   | 87     |
| 8    | Racing Engineering | 4   | 18  | 13  | 7   | 6   | 6   | 3   | 11  | 13  | 12  | 15  | 14  | 9   | 13  | NC  | 4   | 11  | 8   | 18  | 14  | 18  | 11  | 17  | 87     |
| 9    | Campos Racing      | 11  | 12  | Ret | 12  | 17  | 12  | Ret | 8   | 8   | 7   | Ret | 11  | Ret | 11  | 16  | 13  | 13  | 15  | 13  | Ret | 19† | Ret | 13  | 17     |
| 9    | Campos Racing      | 12  | 16  | 15  | 19† | 12  | Ret | 15  | 15  | 11  | 11  | 17† | 17  | 11  | Ret | Ret | 10  | 16  | 16  | 19  | 8   | 8   | 12  | 12  | 17     |
| 10   | Trident            | 16  | 19  | 16  | 18  | 18  | 14  | 11  | Ret | 17  | 18  | 12  | 15  | 18  | 12  | 15  | 11  | 15  | 12  | 17  | 9   | 15  | Ret | 16  | 9      |
| 10   | Trident            | 17  | 14  | 11  | Ret | 11  | 10  | 17  | 9   | 15  | 19  | Ret | 19  | 14  | 9   | 14  | 9   | 10  | Ret | 14  | Ret | 13  | 14  | 15  | 9      |
| Pos. | Equipe             | N.° | BAR | BAR | CAT | CAT | MON | MON | BAC | BAC | RBR | RBR | SIL | SIL | HUN | HUN | SPA | SPA | MNZ | MNZ | JER | JER | YAS | YAS | Pontos |

| Cor        | Resultado             |
| ---------- | --------------------- |
| Ouro       | Vencedor              |
| Prata      | 2.º lugar             |
| Bronze     | 3.º lugar             |
| Verde      | Terminou, nos pontos  |
| Azul       | Terminou, sem pontos  |
| Púrpura    | Ret – Retirou-se      |
| Vermelho   | NQ – Não qualificado  |
| Preto      | DSQ – Desqualificado  |
| Branco     | NL – Não largou       |
| Branco     | C – Corrida cancelada |
| Azul claro | AT – Apenas Treino    |
| Sem cor    | NP – Não participou   |
| Sem cor    | Les – Lesionado       |
| Sem cor    | EX – Excluído         |

Notas:
- † – Pilotos que não terminaram a corrida mas foram classificados pois completaram 90% da corrida.